# Blitum bonus-henricus
El espárrago de los pobres, espárrago del Rey Enrique o espinaca de Lincolnshire (Blitum bonus-henricus) es una especie de la familia de las amarantáceas. Es endémica de Europa central y sur. 
Por centenares de años creció como verdura en huertos, aunque en la actualidad suele vérsela más como maleza. 

## Descripción
Puede ser una anual o una perenne, alcanzando de 4 a 8 dm de altura. Hojas de 5-10 cm d longitud y anchas, triangulares a diamantadas, con un par de lóbulos anchos cerca de la base, y una textura suculenta y ligeramente cerosa. Flores en espigas altas, casi no hojosas, de 1–3 dm de largo; cada flor es diminuta (3–5 mm de diámetro), verdes, con cinco sépalos. Semillas verde rojizas, de 2–3 mm de diámetro.

## Cultivo y usos
Se la planta en canteros fértiles, y soleados, libres de malezas perennes; sembrándose en abril en surcos de 1 cm de profundidad y 5 dm de separación, al nacer se ralea con una planta cada 1–2 dm entre ellas. Debe limpiarse de malezas regularmente y bien regadas. Típicamente, produce muy poco el primer año. No responde bien al trasplante.
El follaje se corta en otoño, y se puede aplicar un mantillo de hojas y/o compost a las parcelas. 

### Usos culinarios
Crece a partir de primavera. Algunos de los nuevos brotes pueden cortarse no bien aparecen (usualmente desde mediados de primavera a principios de verano) y cocinarse como las plantas del género Asparagus. Debe respetarse de no cortar todos los brotes, para permitir el desarrollo. Las hojas suculentas triangulares pueden cosecharse antes de fines de agosto, y cocerse como espinaca.

## Propiedades
Principios activos: contiene mucílagos, saponina, hierro, sales.
Indicaciones: usada como laxante, vulnerario, cicatrizante, emoliente. Indicada en casos de anemia y para estipsis no recalcitrantes, en especial para niños. Tópicamente, las hojas trituradas se aplican sobre abcesos y forúnculos. Las semillas tienen efecto laxante.
Contraindicada para quienes padecen de riñones y de reumatismos.

## Taxonomía
La especie fue descrita inicialmente como Chenopodium bonus-henricus por Carlos Linneo y publicada en Species Plantarum 1: 218. en 1753, actualmente, es tanto un sinónimo como el basónimo de esta; y ulteriormente sería transferida al género Blitum por Ludwig Reichenbach en Flora Germanica Excursoria 582, en 1832.

#### Etimología
Véase: Blitum
bonus-henricus: epíteto que fue asignado por Linneo en honor de Enrique IV de Francia, que era llamado por los franceses Le bon Henry, que por cierto era un mecenas de botánicos.

## Nombres comunes
- Castellano: alimoaches, almoches, ansarina, anserina, armuelle silvestre, armuelles silvestres, armuelles sylvestres, buen Enrique, ceñiglo untuoso, ceñilgo, enriqueta, espinaca silvestre, hoja de alubia, hoja de pie de mulo, pie de ánade, pie de gallina, pie de ganso, pie de ánade, quenopodio, sarrión, serrón, serrones, zarrones, zurrón, zurrones.[5]

## Galería

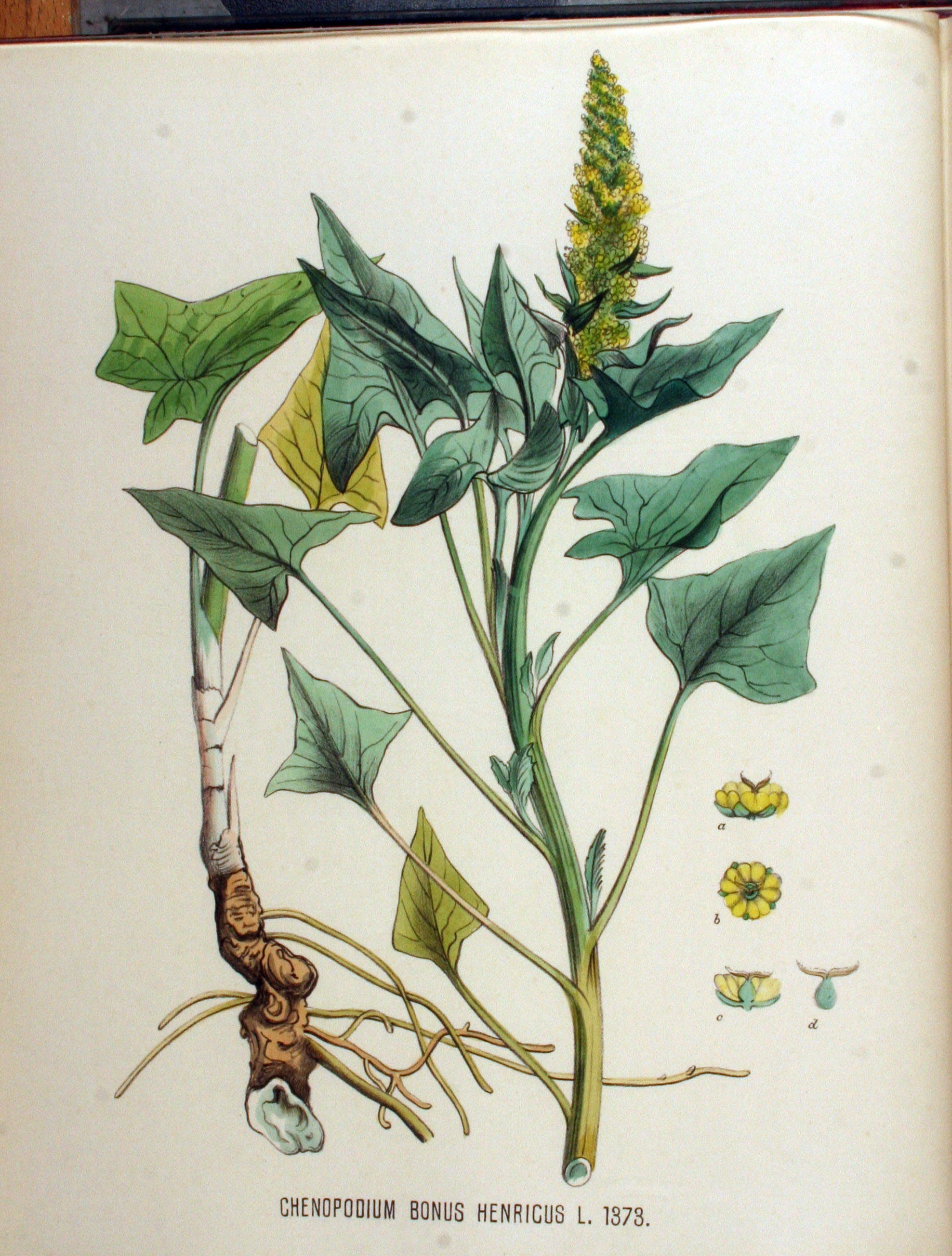
Ilustración de la especie (bajo su basónimo Chenopodium bonus-henricus) en Flora Batava of Afbeelding en Beschrijving van Nederlandsche Gewassen, Jan Kops y Frederik Willem van Eeden, Vol. 18, 1373, Leiden, 1889.
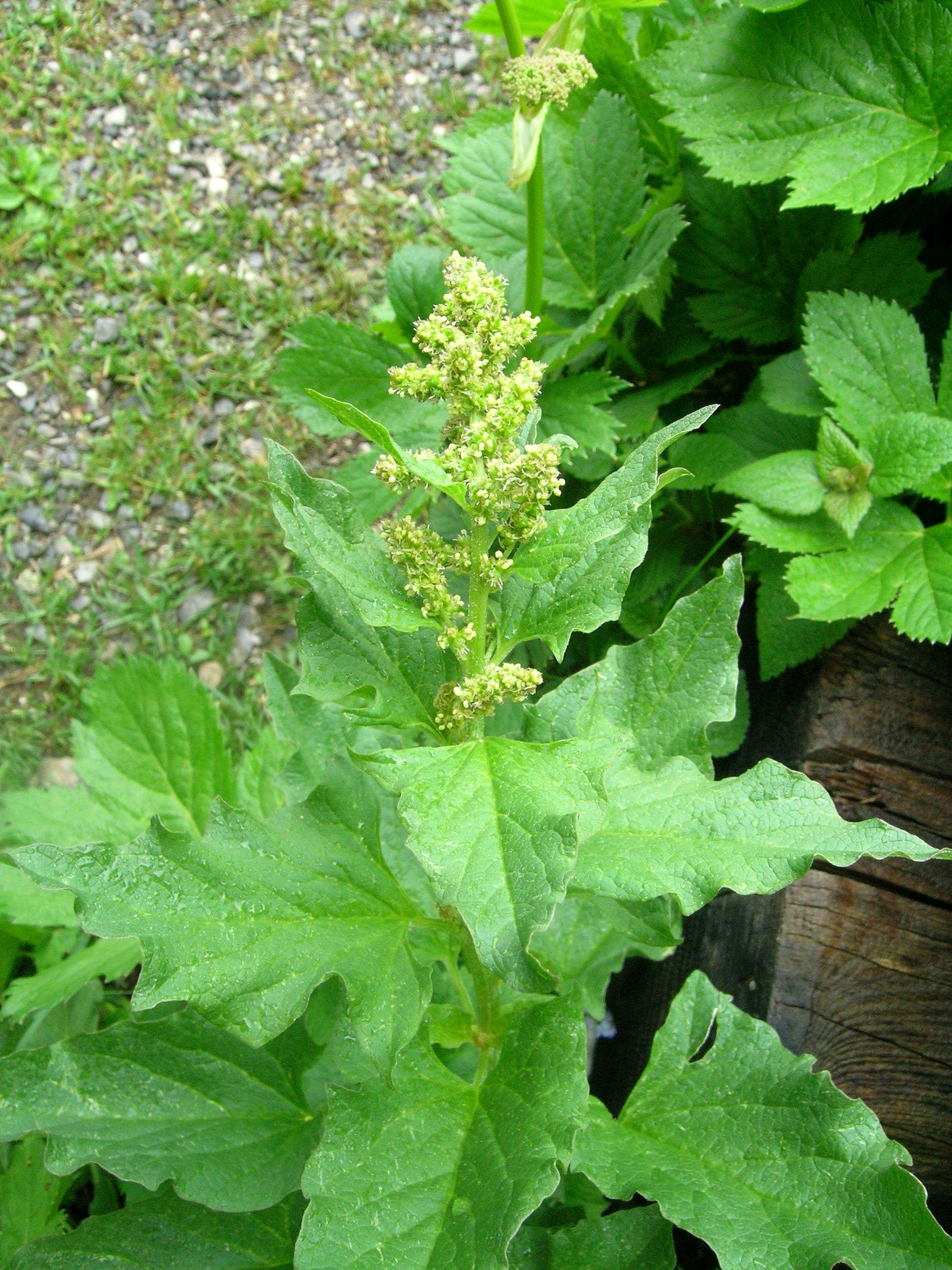
Detalle de la planta
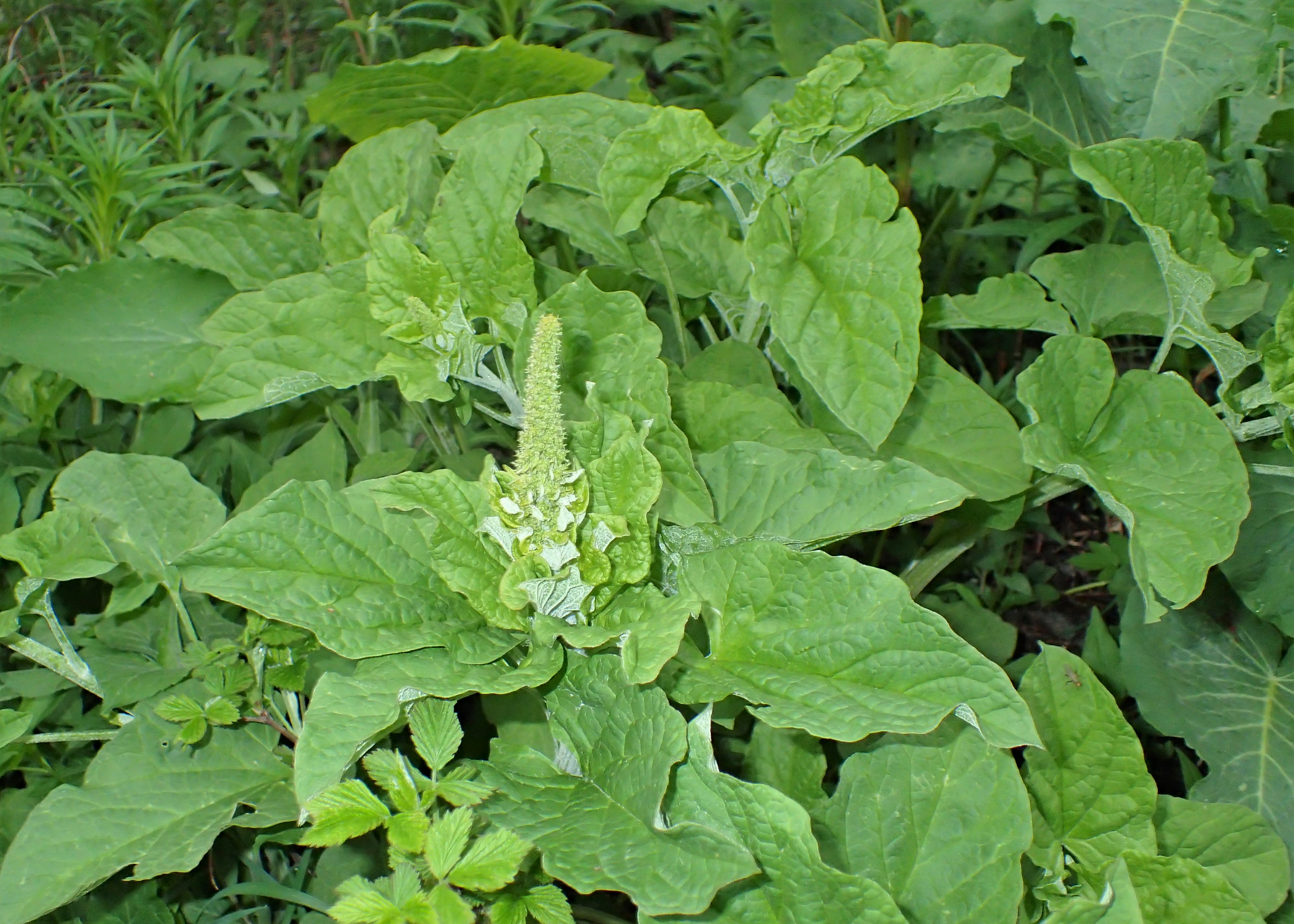
Detalle de las hojas
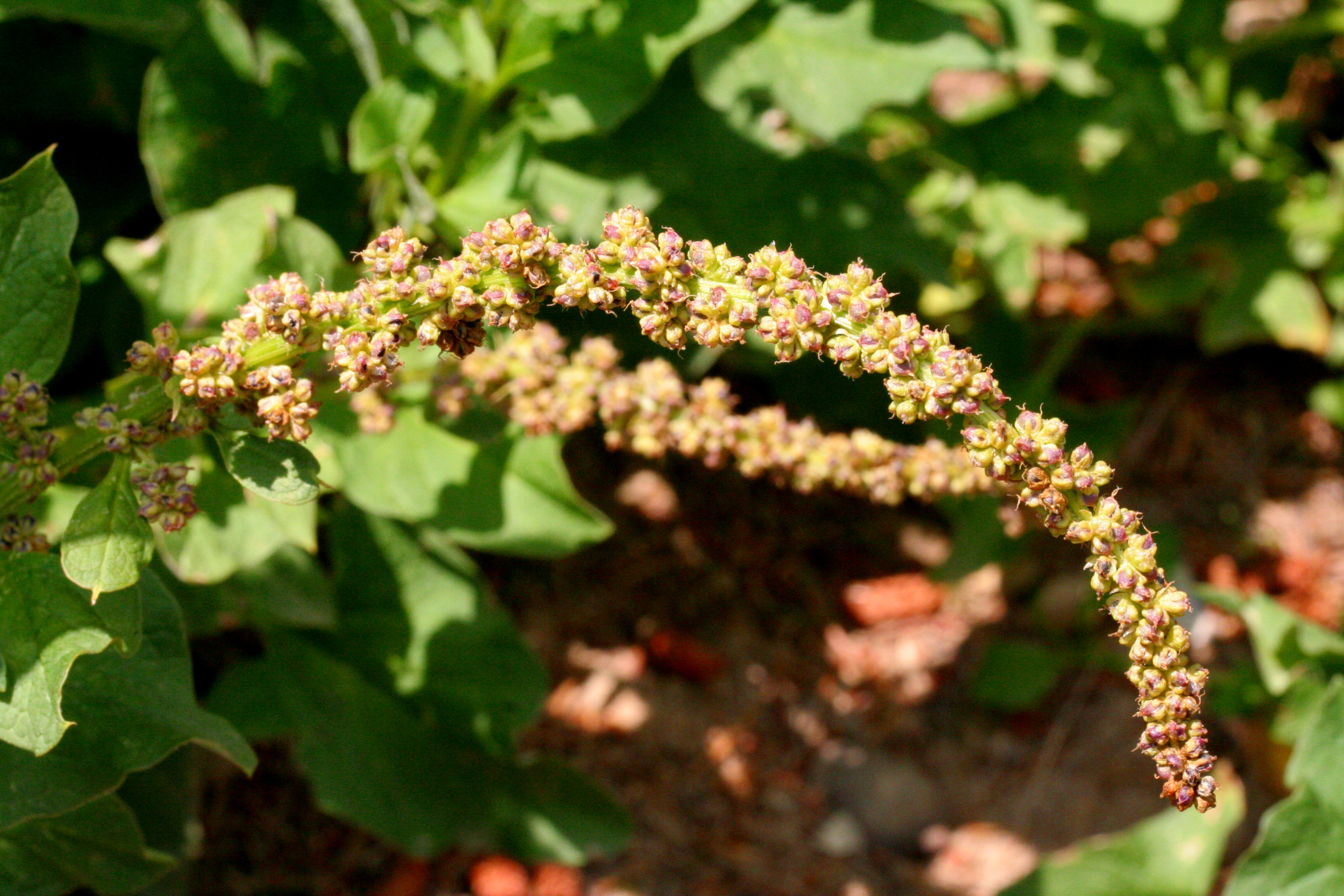
Inflorescencia